# Сент-Джон (река, Африка)
Сент-Джон (англ. Saint John River) — река в Западной Африке, протекает по территории Либерии и Гвинеи, одна из шести главных рек Либерии.

## География
Со своими истоками в соседней Гвинее Сент-Джон протекает через Либерию в целом на юго-запад и впадает в Атлантический океан в бухте Басса близ Эдины в графстве Гранд-Басса. Река длиной 464 км имеет водосборный бассейн, покрывающий 15 тыс. км².
Истоки реки находятся в Гвинее в горном массиве Нимба в Гвинейском нагорье и текут на юг к границе с Либерией. Около Ялаты (Гвинея) Сент-Джон начинает формировать границу между Гвинеей и графством Бонг в Либерии. В Ниатанде (Либерия), в Сент-Джон впадает Мани и река далее протекает по Либерии, образуя границу между графствами Бонг и Нимба. Затем 24 км течёт на юго-запад и поворачивает на юго-восток Через 19 км близ Зана в Сент-Джон впадает ещё одна небольшая река, после чего Сент-Джон снова поворачивает на юго-запад.
Проходит по границе между графствами Бонг и Гранд-Басса и поворачивает на запад, затем на юго-запад, и через 48 км входит в Гранд-Басса. Через несколько поворотов рядом с Шойгабли поворачивает на юг и проходит в окрестностях горы Финли. Наконец, между Зоблумом и Альфабли Сент-Джон расширяется и течёт на северо-запад примерно на 4,8 км и на запад перед Хартфордом. За 10 км до устья вновь поворачивает на юго-запад, где в него впадают Мехлин и Бенсон. Впадает в Атлантический океан около Эдины и Бьюкенена.

### Характеристика
Водосборный бассейн — 14 762 км². Длина реки 464 км, это одна из шести наиболее крупных рек Либерии. Всего в стране 16 рек. Среднегодовой расход составляет 136,06 м³/с, измеренный на внутренней станции Байлы. В течение влажного сезона в октябре расход составляет в среднем 233,49 м³/с, в то время как в феврале в сухой сезон расход в том же месте составляет 18,95 м³/с.
Устье реки находится примерно в 97 км к юго-востоку от устья Сент-Пол, недалеко от столицы Либерии Монровии. Протекающий в основном к юго-западу от истока до океана, на Сент-Джоне встречаются пороги и водопад. Рядом с океаном река достигает своей самой широкой точки протяжённостью около 1,6 км и является местом расположения т. н. Фабричного острова, крупнейшего из многочисленных островов на реке. Река получила своё название от португальских исследователей в XV веке, которые обнаружили устье в день святого Иоанна.